# Henri Ducard
Henri Ducard es un personaje ficticio en la serie de cómics Batman.
Creado por Sam Hamm (que también fue guionista del film Batman, de Tim Burton), Ducard hizo su primera aparición en Detective Comics #599 (abril de 1989), como parte de la saga titulada "Justicia Ciega".
El personaje es una especie de extraordinario detective independiente y fue uno de los tantos mentores que tuvo Bruce Wayne en su juventud, hasta que Bruce descubre que Ducard realmente era un hábil y efectivo asesino a sueldo.
Posteriormente, Henri Ducard ha vuelto a aparecer en otros cómics, incluso siendo parte del entrenamiento de Tim Drake (tercer Robin). 
En el año 2005, el personaje de Henri Ducard apareció personificado por el actor Liam Neeson en la película Batman Begins, del director Christopher Nolan. Allí Ducard nuevamente es maestro de Bruce Wayne, para finalmente dar a conocer que en realidad era el ecoterrorista Ra's Al Ghul (en los cómics Ducard no tiene ninguna relación con Ra's o su organización).
- Datos: Q3131007